# Anne Weber
Ne doit pas être confondu avec Ann E. Weber.
Pour les articles homonymes, voir Weber.

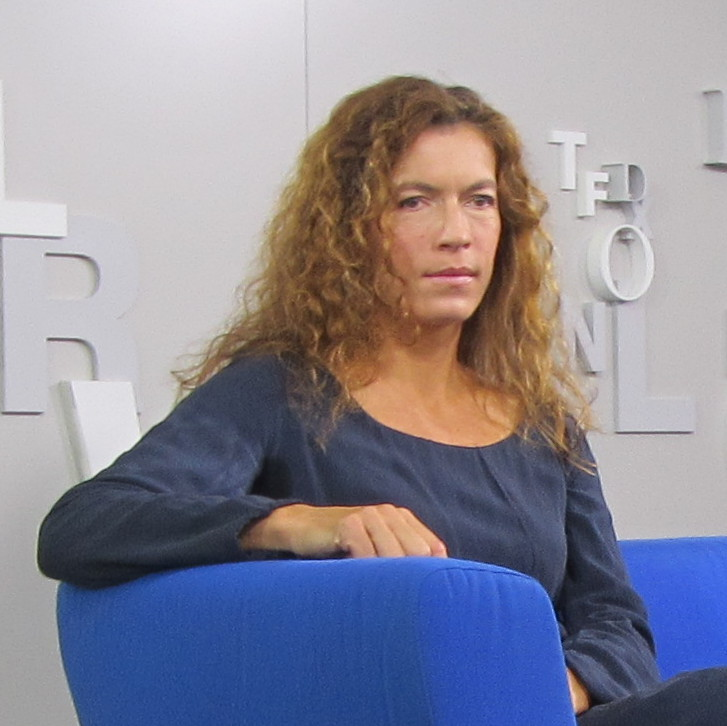
Anne Weber

Anne Weber, née en 1964 à Offenbach, est une écrivaine allemande qui vit à Paris depuis 1983. Elle écrit toujours deux versions, française et allemande, de ses livres. Elle est aussi traductrice littéraire dans les deux langues.

## Œuvres en langue française
- Ida invente la poudre, Paris, Le Seuil, 1998
- Première personne, Paris, Le Seuil, 2001 (Erste Person, Frankfurt am Main, 2002)
- Cerbère, Paris, Le Seuil, 003 (Besuch bei Zerberus, Frankfurt am Main, 2004)
- Cendres & Métaux, Paris, Le Seuil, 2006, 124 pages  (ISBN 978-2-02084744-5)
- Chers Oiseaux, Paris, Le Seuil, 2006
- Tous mes vœux, Arles, Actes sud, 2010 (Luft und Liebe, Frankfurt am Main, S. Fischer Verlag, 2010)
- Auguste, Paris, Le Bruit du temps, 2010 (August, Frankfurt am Main, Fischer Verlag, 2011)
- Vallée des merveilles, Paris, Le Seuil, 2012
- Vaterland, Paris, Le Seuil, 2015 234 pages (ISBN 978-2-02-121-878-7)[2],[3],[4],[5]
- Kirio, Paris, Le Seuil, 2017 224 pages (ISBN 2021348156)
- Annette, une épopée, Paris, Le Seuil, 2020 240 pages (ISBN 9782021450422) : une biographie de la neuroscientifique, résistante, militante communiste et du FLN algérien Anne Beaumanoir. Cet ouvrage dans sa version germanophone est récompensé du Prix du livre allemand (Deutscher Buchpreis) à la foire du livre de Francfort de 2020.

## Œuvres en langue allemande
- Ida erfindet das Schiesspulver, Suhrkamp, 1999
- Im Anfang war, Suhrkamp, 2000
- Erste Person, Suhrkamp, 2002
- Besuch bei Zerberus, Suhrkamp, 2004
- Gold im Mund, Suhrkamp, 2005
- Luft und Liebe, S. Fischer Verlag, 2010
- August, S. Fischer Verlag, 2010
- Tal der Herrlichkeiten, S. Fischer Verlag, 2012
- Ahnen, S. Fischer Verlag, 2015
- Kirio, S. Fischer-Verlag, 2017
- Annette, ein Heldinnenepos, Matthes & Seitz, 2020

## Traductions (choix)
Du français vers l'allemand :
- Pierre Michon, Leben der kleinen Toten (Vies minuscules), Suhrkamp, 2004
- Pierre Michon, Rimbaud der Sohn (Rimbaud le fils), Suhrkamp, 2008,
- Marguerite Duras, Hefte aus Kriegszeiten (Cahiers de la guerre), Suhrkamp, 2007
- Georges Perros, Luftschnappen war sein Beruf (Une vie ordinaire), Matthes & Seitz, 2012
- Eric Chevillard, Krebs Nebel (La nébuleuse du Crab), diaphanes Verlag, 2013
- Julia Deck : Viviane Elisabeth Fauville, Klaus Wagenbach Verlag, 2013
- Pierre Michon : Körper des Königs (Corps du roi), Suhrkamp Verlag, 2015 (à paraître)

De l'allemand vers le français :
- Jacob Burckhardt, Démétrios, Le preneur de villes, Le Promeneur, Gallimard, 1992
- Hans Mayer, Walter Benjamin : Réflexions sur un contemporain, Le Promeneur, Gallimard, 1995
- Melissa Müller, Anne Frank : biographie, Perrin, 2001
- Birgit Vanderbeke, Devine ce que je vois, Stock, 2001
- Wilhelm Genazino, Un parapluie pour ce jour-là, Christian Bourgois, 2002
- Sibylle Lewitscharoff, Harald le courtois, Le Seuil, 2002
- Wilhelm Genazino, Un appartement, une femme, un roman, Christian Bourgois, 2004
- Wilhelm Genazino, La Stupeur amoureuse, Christian Bourgois éditeur, 2007
- Peter Handke, entretien avec Peter Hamm, Vive les illusions !, Christian Bourgois éditeur, 2008
- Wilhelm Genazino, Léger mal du pays, Christian Bourgois éditeur, 2008
- Wilhelm Genazino, Le Bonheur par des temps éloignés du bonheur, Christian Bourgois éditeur, 2010
- Marie-Luise Scherer, L'Accordéoniste, Actes Sud, 2010
- Wilhelm Genazino : Une petite lumière dans le frigo, Christian Bourgois éditeur, 2012
- Peter Handke : Une année dite au sortir de la nuit, Le Bruit du temps, 2012
- Peter Handke : Souterrain-Blues : Un drame en vingt stations, joué dans la trad. d'A. Weber à la Comédie de Valence, dans une mise en scène de Christophe Perton, en 2012

## Sur quelques livres

### Cendres & Métaux
Nous voilà plongés en plein milieu du monde du travail, dans le département dentaire d'une entreprise suisse dont le nom Cendres & Métaux donne son titre au livre. Dans le calme étrangement feutré d'un bureau paysager, Anne Weber observe et réfléchit sur la condition de l'employé moderne, laissant à sa pensée une liberté de mouvement qui la conduit à faire un inventaire précis des nuisances et surprises sonores sur le lieu de travail, tout en digressant sur les animaux, une dent cariée, la fin du capitalisme, ou le Banquet de Platon.

### Vaterland
À l'origine de Vaterland, il s'agissait pour Anne Weber d'évoquer la figure de l'intellectuel Florens Christian Rang (1864-1924), son arrière-grand-père. Mais bien plus largement qu'une enquête biographique minutieuse, Vaterland réfléchit sur ce que c'est qu'être allemand aujourd'hui, sur le sens de la "germanitude". Le récit n'assène aucune vérité toute faite, mais au contraire avance à tâtons, de lectures en rencontres. Après des études en droit à Cologne, F. C. Rang, surnommé dans le livre Sanderling (bécasseau), fut muté en 1890 à Posen (Poznań), alors Ostmark (Marche de l'Est saxonne), région de Pologne annexée par la Prusse en 1815. Il fit partie des fonctionnaires responsables de la germanitude et de la germanisation (Drang nach Osten) de ce peuple arriéré et inférieur (p. 33) avant de revenir à l'université en 1895 pour étudier la théologie protestante et devenir pasteur. Personnage à la trajectoire complexe et ambiguë, conservateur-nationaliste pendant la première guerre mondiale, il s'oppose au nationalisme allemand à partir des années 1920. On se souvient aujourd'hui de Rang comme ami d'une constellation de grands penseurs juifs : Martin Buber, Walter Benjamin, Gershom Scholem, Franz Rosenzweig, Hugo von Hofmannsthal, les Gutkind... Il est notamment l'auteur d'un essai sur Kleist et de Deutsche Bauhütte ("Une fabrique allemande”, 1924). Ce qui frappe Anne Weber et le lecteur avec elle, c'est que Rang a vécu les dernières années de sa vie, à partir de 1920, à Braunfels-an-der-Lahn, près de Hadamar et de son hôpital psychiatrique qui devint sous le Troisième Reich un centre d'euthanasie (Hadamar (Aktion T4)). En racontant l'histoire de sa lignée, Anne Weber essaie de comprendre la tragédie de l'histoire contemporaine allemande. Car des trois fils de Rang, l'aîné, Wilhelm, est mort sur les champs de bataille de Champagne en 1915 ; le premier cadet, blessé au front, fut rétrogradé simple professeur de lycée à son retour de Lorraine, tandis que son jumeau, docteur en philosophie et sans doute nazi convaincu (p. 90), devint directeur de la bibliothèque municipale de Bielefeld. Né en 1928, mobilisé en 1944, arrêté, interné, puis libéré après un an, le père d'Anne Weber a dû construire sa vie entre une figure paternelle au passé chargé et un grand-père peut-être trop idéalisé.
Au cours d'un récit érudit sans qu'il y paraisse, sont évoquées des figures aussi diverses que Nietzsche, Schopenhauer, Cervantès, Flaubert, Hölderlin, Kleist, Novalis, Chamisso, Mickiewicz, Czeslaw Milosz, B. Traven,  Susan Sontag, Gottfried Keller, Hermann Hesse, Gutenberg, Kafka, Stefan George, Otto Dov Kulka, Mâitre Eckarrt, Ernst von Salomon, Ernst Jünger, Gerhart Hauptmann, Goethe, Roman Rolland, Darwin, Max Scheler, Stefan Lohner, Mozart, Chaplin, August Sander et Wilhelm Leibl. Anne Weber fait également référence à Shoah (film) de Claude Lanzmann, à La Grande Illusion de Jean Renoir, et à Melanchoilia (pl) de Jacek Malczewski.
L'enquête personnelle creuse la part obscure de l’âme allemande (nous), véritable Janus, prêt à une soif de sang cannibale, ou à suivre telle procession des morts, de tous les morts sans partage.

### Kirio
Avec Kirio, Anne Weber a souhaité écrire une "Vie de saint" moderne, en-dehors de toute religion. C'est l’histoire d'un homme qui fait le bien partout où il passe et le plus souvent sans le savoir, racontée par ceux qui l’ont connu et par un mystérieux narrateur, qui pourrait bien être Dieu lui-même (si celui-ci existait). Au fil de la lecture, Kirio apparaît donc tour à tour ange et fou, joueur de flûte, marginal ou simplet. Bertrand Leclair a décrit ce conte philosophique comme un "jeu de piste" : " Kyrio fait le bien sans en juger jamais, il n'a en somme aucune forme de moralité, et la fantaisie virevoltante qui en résulte ne repose que sur l'efficacité d'une phrase légère, avançant sur les pointes en multipliant mines et clins d'œil à la manière des danseuses de Degas."  ,...